# Епідемія (фільм, 2013)
«Епідемія» — кінофільм режисера Алекса Пастора і Давіда Пастора, що вийшов на екрани в 2013 році.

## Зміст
2013 рік. Таємнича епідемія миттєво поширилася планетою: тепер світом править агорафобія — боязнь відкритого простору. Люди, що залишилися в живих, ховаються під землею або всередині будівель. Головний герой офісний клерк Марк. Раптова епідемія застала його на роботі. Вдома в Марка залишилася вагітна дружина, яка повинна ось-ось народити. Йому потрібно повернутися до неї, але як це зробити, якщо він не може вийти на вулицю? Він починає свій шлях підземними комунікаціями, перебираючись з підвалу в підвал, з одного тунелю метро в інший. Йому лишається зовсім небагато, він вже бачить свою дружину з вікна сусіднього будинку, але перейти в нього можна тільки по вулиці. Чи наважиться він на цей крок?

## Ролі
| Актор            | Роль |
| ---------------- | ---- |
| Кім Гутьєррес    | -    |
| Хосе Коронадо    | -    |
| Марта Етура      | -    |
| Летісія Долера   | -    |
| Мікель Іглесіас  | -    |
| Іван Массаге     | -    |
| Пере Вентура     | -    |
| Луїс Солер       | -    |
| Абделатіф Хвідар | -    |
| Фара Хамед       | -    |

## Знімальна група
- Режисер — Давид Пастор, Алекс Пастор
- Сценарист — Давид Пастор, Алекс Пастор
- Продюсер — Мерседес Гамеро, Альберто Маріні, Педро Уріоль
- Композитор — Фернандо Веласкес